# Wasting Time
"Wasting Time" é um single da banda estadunidense Blink-182, lançado dia 28 de junho de 1996 pela gravadora Grilled Cheese Records. 

## Faixas
1. "Wasting Time" – 2:46
2. "Wrecked Him" – 2:56
3. "Lemmings" – 2:50
4. "Enthused" – 2:43